# 浜手地区
浜手地区（はまてちく）は、兵庫県加古川市の市街地最南端を指す地域名である。

## 概要
明姫幹線より南、兵庫県道19号加古川高砂線より東側を指す地域で尾上町・別府町に当たる。西は加古川を挟んで高砂市、北は明姫幹線を挟んで加古川市中心部と東加古川、東は播磨町、南は播磨灘に面する。毎年2回、浜手大会が行われている。浜の宮中学校の旧校区として、浜の宮と呼ばれることがある。

## 行事
- ふるさと祭り
もっとも大きい行事は毎年8月に行われる、ふるさと祭りである。浜手地区の各学校が演奏するためにやってくる。これらは入場行進から行う。いずれも演奏するのは小学校なら金管バンド、中学校なら吹奏楽部である。2004年は、雨天のため中止になった。これらの演奏が終わると盆踊りが行われる。幼稚園児の絵が公開されたり、小学生児童が書いたあんどんなどが公開される。毎年多くの客が訪れる。
開催場所は、
・尾上公園
・なかじま公園
中学校・小学校なども尾上町・別府町によって変わる。

## 浜手地区に当たる学校
- 加古川市立浜の宮中学校
- 加古川市立別府中学校
- 加古川市立別府西小学校
- 加古川市立別府中学校
- 加古川市立浜の宮小学校
- 加古川市立尾上小学校
- 加古川市立若宮小学校

## 浜手大会
浜手地区の大会である。バレーボールの部とソフトボールの部に分かれる。

## 浜手地区
- 加古川市尾上町長田
- 加古川市尾上町安田
- 加古川市尾上町池田
- 加古川市尾上町口里
- 加古川市尾上町今福
- 加古川市尾上町養田
- 加古川市尾上町旭
- 加古川市別府町新野辺
- 加古川市別府町新野辺北町1丁目〜8丁目
- 加古川市別府町別府
- 加古川市別府町朝日町
- 加古川市別府町中島町
- 加古川市別府町緑町
- 加古川市別府町港町
- 加古川市別府町西脇
- 加古川市金沢町

　　　　　　　　　　　ほか